# آنتسالاکا
آنتسالاکا (به لاتین: Antsalaka) یک منطقهٔ مسکونی در ماداگاسکار است که در آنتسینانا دوم واقع شده‌است. آنتسالاکا ۴٬۰۰۰ نفر جمعیت دارد و ۵۹۵ متر بالاتر از سطح دریا واقع شده‌است.